# 2014년 FIFA 월드컵 E조
2014년 FIFA 월드컵 E조는 스위스, 에콰도르, 프랑스, 그리고 온두라스가 들어갔다. E조 첫경기는 2014년 6월 15일에 치러졌고, 마지막 경기는 6월 25일에 치러졌다.

## 참가국
| 편성 기호 | 국가     | 소속 연맹 | 본선 진출 경로       | 본선 진출 확정일 | 본선 진출 횟수 | 최근 출전 대회 | 역대 최고 성적               | FIFA 랭킹   | FIFA 랭킹  |
| 편성 기호 | 국가     | 소속 연맹 | 본선 진출 경로       | 본선 진출 확정일 | 본선 진출 횟수 | 최근 출전 대회 | 역대 최고 성적               | 2013년 10월 | 2014년 6월 |
| --------- | -------- | --------- | -------------------- | ---------------- | -------------- | -------------- | ---------------------------- | ----------- | ---------- |
| E1 (머리) | 스위스   | UEFA      | 유럽 예선 E조 1위    | 2013년 10월 11일 | 10회           | 2010년         | 8강 (1934년, 1938년, 1954년) | 7위         | 6위        |
| E2        | 에콰도르 | CONMEBOL  | 남아메리카 예선 4위  | 2013년 10월 15일 | 3회            | 2006년         | 16강 (2006년)                | 22위        | 26위       |
| E3        | 프랑스   | UEFA      | 유럽 플레이오프 승리 | 2013년 11월 19일 | 14회           | 2010년         | 우승 (1998년)                | 21위        | 17위       |
| E4        | 온두라스 | CONCACAF  | 북중미 4차 예선 3위  | 2013년 10월 15일 | 3회            | 2010년         | 조별 리그 (1982년, 2010년)   | 34위        | 33위       |

참고
1. ↑  2013년 10월 랭킹은 본선 조편성에 반영되었다.

## 순위
| 조별 리그 범례 | 조별 리그 범례                    |
| -------------- | --------------------------------- |
|                | 조 1위와 2위가 16강전에 진출한다. |
|                | 조별 리그 탈락.                   |

| 팀       | 경기 | 승 | 무 | 패 | 득 | 실 | 차 | 점 |
| -------- | ---- | -- | -- | -- | -- | -- | -- | -- |
| 프랑스   | 3    | 2  | 1  | 0  | 8  | 2  | +6 | 7  |
| 스위스   | 3    | 2  | 0  | 1  | 7  | 6  | +1 | 6  |
| 에콰도르 | 3    | 1  | 1  | 1  | 3  | 3  | 0  | 4  |
| 온두라스 | 3    | 0  | 0  | 3  | 1  | 8  | −7 | 0  |

출처: FIFA 보관됨 2019-06-11 - 웨이백 머신 

다음 라운드 진출 규정: 순위 규정

- 프랑스는 16강에서 나이지리아 (F조 2위)를 상대한다.
- 스위스는 16강에서 아르헨티나 (F조 1위)를 상대한다.

## 경기

### 스위스 vs 에콰도르

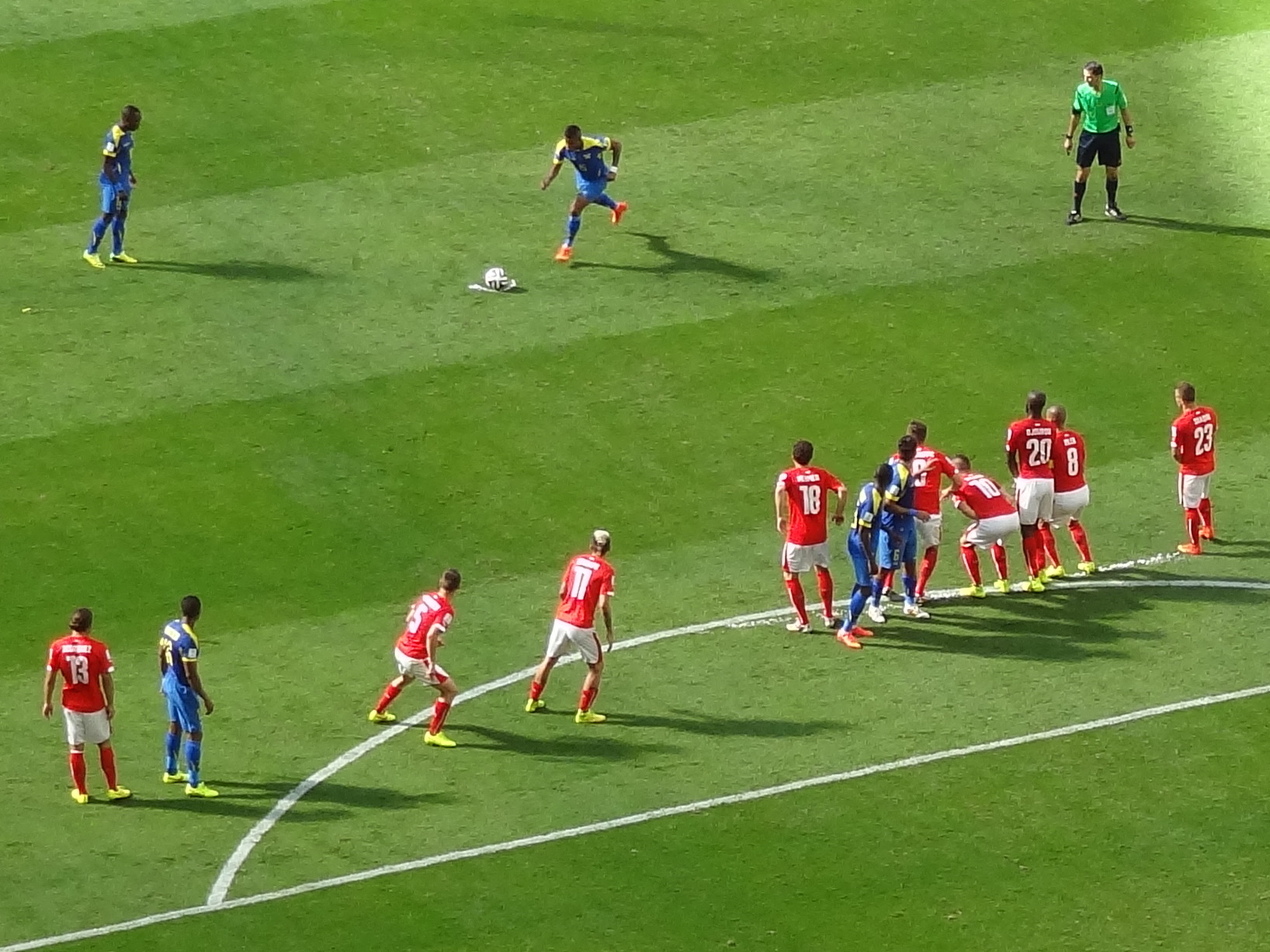
프리킥을 차는 미차엘 아로요

양국은 맞대결을 펼친 적이 없다.
에콰도르는 전반전에 왈테르 아요비의 프리킥을 에네르 발렌시아가 머리로 집어넣으면서 앞서나갔다. 스위스도 후반전에 세트피스로 동점골을 넣었는데, 리카르도 로드리게스의 코너킥을 후반 시작 시간에 들어온 아드미르 메흐메디가 머리로 골망을 갈랐다. 결승골은 또다른 교체 요원인 하리스 세페로비치가 93분, 경기 종료를 20초 남은 시점에 기록하였다. 스위스는 진영내 페널티 구역의 발론 베흐라미가 공을 뺏어 로드리게스의 크로스를 세페로비치의 결승골로 연결했다.
이 경기에서 스위스는 남아메리카 국가를 상대로 6번의 FIFA 월드컵 경기 만에 승리를 챙겼다.
| 스위스                          | 2 – 1  | 에콰도르        |
| ------------------------------- | ------ | --------------- |
| 메흐메디 48′ · 세페로비치 90+3′ | 리포트 | 22′ E. 발렌시아 |

| 스위스 | 에콰도르 |

| GK                | 1  | 디에고 베날리오       |     |     |
| RB                | 2  | 슈테판 리히트슈타이너 |     |     |
| CB                | 20 | 요안 주루             | 84′ |     |
| CB                | 5  | 슈테페 폰 베어겐      |     |     |
| LB                | 13 | 리카르도 로드리게스   |     |     |
| DM                | 11 | 발론 베흐라미         |     |     |
| DM                | 8  | 괴칸 인러 (주장)      |     |     |
| RW                | 23 | 제르단 샤치리         |     |     |
| AM                | 10 | 그라니트 자카         |     |     |
| LW                | 14 | 발렌틴 슈토커         |     | 46′ |
| CF                | 19 | 요시프 드르미치       |     | 75′ |
| 교체 선수:        |    |                       |     |     |
| FW                | 18 | 아드미르 메흐메디     |     | 46′ |
| FW                | 9  | 하리스 세페로비치     |     | 75′ |
| 감독:             |    |                       |     |     |
| 오트마어 히츠펠트 |    |                       |     |     |

| GK              | 22 | 알렉산데르 도밍게스      |     |     |
| RB              | 4  | 후안 카를로스 파레데스   | 53′ |     |
| CB              | 3  | 프리크손 에라소          |     |     |
| CB              | 2  | 호르헤 과과              |     |     |
| LB              | 10 | 왈테르 아요비            |     |     |
| RM              | 16 | 안토니오 발렌시아 (주장) |     |     |
| CM              | 23 | 카를로스 그루에소        |     |     |
| CM              | 6  | 크리스티안 노보아        |     |     |
| LM              | 7  | 헤페르손 몬테로          |     | 77′ |
| CF              | 11 | 펠리페 카이세도          |     | 70′ |
| CF              | 13 | 에네르 발렌시아          |     |     |
| 교체 선수:      |    |                          |     |     |
| MF              | 15 | 미차엘 아로요            |     | 70′ |
| MF              | 9  | 호아오 로하스            |     | 77′ |
| 감독:           |    |                          |     |     |
| 레이날도 루에다 |    |                          |     |     |

| 최우수 선수: 제르단 샤치리 (스위스) 부심: 압두하미둘로 라술로프 (우즈베키스탄) 바하디르 코흐카로프 (키르기스스탄) 대기심: 스베인 오드바르 모엔 (노르웨이) 후보 대기심: 심 헤겔룬 (노르웨이) |

### 프랑스 vs 온두라스
양국은 서로 대결을 펼친 적이 없다.
경기는 국가연주를 생략하고 시작되었는데, FIFA는 이후에 스피커 시스템 오작동이 요인이었다고 해명했다. 프랑스는 전반전이 반쯤 흘렀을 때 윌슨 팔라시오스는 폴 포그바에 가한 반칙으로 경고 누적이 적용되어 퇴장당했고, 페널티킥은 카림 벤제마가 성공시켰다. 온두라스는 골키퍼 노엘 바야다레스가 후반전이 시작된 지 얼마 지나지 않아 자책골을 넣어 프랑스가 두골차로 도망가게 만들었다. 벤제마의 슛은 골대를 맞고, 바야다레스가 걷어내기 위해 안간힘을 썼지만, 들어가버려, 득점선 판독 기술을 통해 득점선이 넘은 것으로 판정되었고, 프랑스의 득점이 되었다. 프랑스는 마티외 드뷔시의 슛이 파트리스 에브라가 맞고 페널티 구역에 쓰러져 튀어나온 공을 벤제마의 추가로 득점으로 끝내 승부에 쐐기를 받았다.
프랑스의 두번째 골은 FIFA 월드컵 역사상 처음으로 득점선 판독 기술을 통해 판독된 골이었다. 경기장에 나온 득점 장면 재생 영상은 혼선을 빚기도 했는데, 공이 골대를 맞았을 때 "득점 아님"으로 경기장 스크린에 맞게 나왔고, 이후 바야다레스에 맞고 득점선을 넘어, 스크린에 "골"을 띄웠다. 처음에 "득점 아님"으로 표시되었을 때 팬들이 야유했고, 경기장 한편의 감독진과 선수들이 소란을 피우기도 했고, 경험 있는 BBC 해설 위원인 조너선 피어스도 동업자인 마틴 키온의 설명이 필요하기도 했다. 발생한 혼선에 대해, FIFA는 향후 같은 상황에서 어떻게 영상을 재생할 지에 대해 검토할 것임을 약속하였다.
1982년 FIFA 월드컵 최종전으로 거슬러 올라가, 온두라스는 FIFA 월드컵에서 5경기 연속으로 득점에 실패하여 볼리비아 (1930년-1994년) 와 알제리 (1986년-2010년)와 함께 이 기록을 공유했다.
| 프랑스                                               | 3 – 0  | 온두라스 |
| ---------------------------------------------------- | ------ | -------- |
| 벤제마 45′ (페널티골), 72′ · 바야다레스 48′ (자책골) | 리포트 |          |

| 프랑스 | 온두라스 |

| GK          | 1  | 위고 요리스 (주장) |       |     |
| RB          | 2  | 마티외 드뷔시      |       |     |
| CB          | 4  | 라파엘 바란        |       |     |
| CB          | 5  | 마마두 사코        |       |     |
| LB          | 3  | 파트리스 에브라    | 7′    |     |
| DM          | 6  | 요안 카바예        | 45+2′ | 65′ |
| CM          | 14 | 블레즈 마튀이디    |       |     |
| CM          | 19 | 폴 포그바          | 28′   | 57′ |
| RF          | 8  | 마티외 발뷔에나    |       | 78′ |
| CF          | 10 | 카림 벤제마        |       |     |
| LF          | 11 | 앙투안 그리즈만    |       |     |
| 교체 선수:  |    |                    |       |     |
| MF          | 18 | 무사 시소코        |       | 57′ |
| MF          | 12 | 리오 마뷔바        |       | 65′ |
| FW          | 9  | 올리비에 지루      |       | 78′ |
| 감독:       |    |                    |       |     |
| 디디에 데샹 |    |                    |       |     |

| GK                       | 18 | 노엘 바야다레스 (주장) |         |     |
| RB                       | 3  | 마이노르 피게로아      |         |     |
| CB                       | 21 | 브라얀 베켈레스        |         |     |
| CB                       | 5  | 빅토르 베르나르데스    |         | 46′ |
| LB                       | 7  | 에밀리오 이사기레      |         |     |
| RM                       | 17 | 안디 나하르            |         | 58′ |
| CM                       | 19 | 루이스 가리도          | 83′     |     |
| CM                       | 8  | 윌슨 팔라시오스        | 28′ 43′ |     |
| LM                       | 15 | 로헤르 에스피노사      |         |     |
| SS                       | 13 | 카를로 코스틀리        |         |     |
| CF                       | 11 | 제리 벵트손            |         | 46′ |
| 교체 선수:               |    |                        |         |     |
| MF                       | 14 | 오스카르 가르시아      | 53′     | 46′ |
| DF                       | 2  | 오스만 차베스          |         | 46′ |
| MF                       | 20 | 호르헤 클라로스        |         | 58′ |
| 감독:                    |    |                        |         |     |
| 루이스 페르난도 수아레스 |    |                        |         |     |

| 최우수 선수: 카림 벤제마 (프랑스) 부심: 마르셀루 반 가시 (브라질) 이메르송 지 카르발류 (브라질) 대기심: 피터 오리어리 (뉴질랜드) 후보 대기심: 얀-헨드릭 힌츠 (뉴질랜드) |

### 스위스 vs 프랑스
두 나라는 36번 서로를 상대해 봤고, 2006년 FIFA 월드컵 조별 리그에서는 득점 없이 비겼다.
프랑스는 17분에 마티외 발뷔에나의 코너킥을 올리비에 지루가 머리로 내려찍어 앞서나가기 시작하였다. 경기가 재개된 지 얼마 지나지 않아, 카림 벤제마가 스위스 패스를 가로채 블레즈 마튀이디에게 공을 띄워 추가골을 넣게 했다. 이후, 벤제마는 페널티 구역에서 요안 주루에게 넘어졌는데, 벤제마의 페널티킥은 스위스 골키퍼 디에고 베날리오가 막았고, 튀어나온 공은 요안 카바예가 차 골대를 맞췄다. 프랑스는 재빠른 역습으로 지루의 크로스와 발뷔에나의 3번째 득점으로 연결해 전반전을 3-0으로 앞선 채 끝냈다. 프랑스는 후반전에 2골을 추가했는데, 한 골은 폴 포그바가 벤제마의 득점으로 연결했고, 다른 1골은 벤제마가 무사 시소코를 도운 것이었다. 경기 종료 호각을 울리는 찰나에 카림 벤제마가 6번째 득점을 한 것으로 보였고, 최종 점수가 확정되는 과정에 약간의 혼선이 빚어졌다. 스위스는 막판에 2골을 만회하였는데, 교체로 들어간 블레림 제마일리가 장거리 프리킥으로 1골, 괴칸 인러의 패스를 받은 그라니트 자카의 1골을 기록했다.
지루의 골은 프랑스의 FIFA 월드컵 100호골로, 프랑스는 (브라질, 독일, 이탈리아, 그리고 아르헨티나에 이어) 100골 이상 득점한 5번째 국가가 되었다.
| 스위스                  | 2 – 5  | 프랑스                                                           |
| ----------------------- | ------ | ---------------------------------------------------------------- |
| 제마일리 81′ · 자카 87′ | 리포트 | 17′ 지루 · 18′ 마튀이디 · 40′ 발뷔에나 · 67′ 벤제마 · 73′ 시소코 |

| 스위스 | 프랑스 |

| GK                | 1  | 디에고 베날리오       |  |     |
| RB                | 2  | 슈테판 리히트슈타이너 |  |     |
| CB                | 20 | 요안 주루             |  |     |
| CB                | 5  | 슈테페 폰 베어겐      |  | 9′  |
| LB                | 13 | 리카르도 로드리게스   |  |     |
| DM                | 11 | 발론 베흐라미         |  | 46′ |
| DM                | 8  | 괴칸 인러 (주장)      |  |     |
| CM                | 10 | 그라니트 자카         |  |     |
| RW                | 23 | 제르단 샤치리         |  |     |
| LW                | 18 | 아드미르 메흐메디     |  |     |
| CF                | 9  | 하리스 세페로비치     |  | 69′ |
| 교체 선수:        |    |                       |  |     |
| DF                | 4  | 필리프 센데로스       |  | 9′  |
| MF                | 15 | 블레림 제마일리       |  | 46′ |
| FW                | 19 | 요시프 드르미치       |  | 69′ |
| 감독:             |    |                       |  |     |
| 오트마어 히츠펠트 |    |                       |  |     |

| GK          | 1  | 위고 요리스 (주장) |     |     |
| RB          | 2  | 마티외 드뷔시      |     |     |
| CB          | 4  | 라파엘 바란        |     |     |
| CB          | 5  | 마마두 사코        |     | 66′ |
| LB          | 3  | 파트리스 에브라    |     |     |
| DM          | 6  | 요안 카바예        | 88′ |     |
| CM          | 18 | 무사 시소코        |     |     |
| CM          | 14 | 블레즈 마튀이디    |     |     |
| RW          | 8  | 마티외 발뷔에나    |     | 82′ |
| LW          | 10 | 카림 벤제마        |     |     |
| CF          | 9  | 올리비에 지루      |     | 63′ |
| 교체 선수:  |    |                    |     |     |
| MF          | 19 | 폴 포그바          |     | 63′ |
| DF          | 21 | 로랑 코시엘니      |     | 66′ |
| MF          | 11 | 앙투안 그리즈만    |     | 82′ |
| 감독:       |    |                    |     |     |
| 디디에 데샹 |    |                    |     |     |

| 최우수 선수: 카림 벤제마 (프랑스) 부심: 에르빈 제인스트라 (네덜란드) 산더르 판 뢰켈 (네덜란드) 대기심: 스베인 오드바르 모엔 (노르웨이) 후보 대기심: 심 헤겔룬 (노르웨이) |

### 온두라스 vs 에콰도르

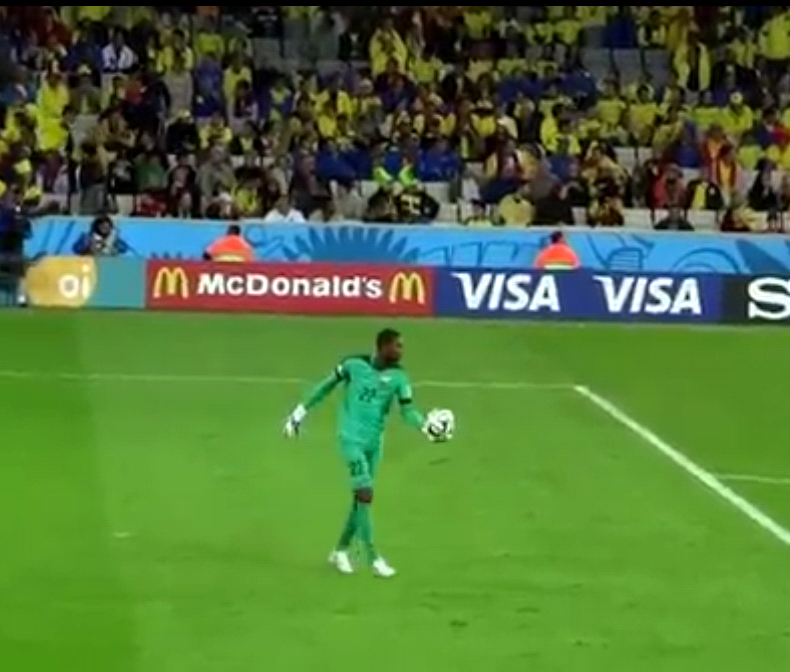
골킥을 준비하는 알렉산데르 도밍게스

양국은 친선전에서 서로 13번 상대했으며, 가장 최근에 벌어진 2013년 경기에서는 2-2로 비겼었다. 양국은 모두 콜롬비아인인 루이스 페르난도 수아레스와 레이날도 루에다가 각각 지휘봉을 잡았고, 상대국의 지휘봉도 잡은 적이 있었다: 수아레스는 2006년 FIFA 월드컵 당시 에콰도르를 지휘했고, 루에다는 2010년 FIFA 월드컵에서 온두라스 감독이었다. 앞서 프랑스전에서 퇴장당한 온두라스의 미드필더 윌슨 팔라시오스는 징계로 출장하지 못했다.
온두라스는 전반전에 노엘 바야다레스가 길게 걷어낸 것을 카를로 코스틀리가 왼발로 선제골을 넣었다. 대회에 남기 위해 승점이 최소 1점은 필요했던 에콰도르는 3분 후에 후안 카를로스 파레데스의 굴절된 슛을 에네르 발렌시아가 근거리에서 반대쪽으로 차 넣어 승부를 원점으로 되돌렸다. 에네르 발렌시아는 후반전에 왈테르 아요비의 프리킥을 또다시 골로 연결해 승부의 마침표를 찍었다.
온두라스는 코스틀리의 골로 1982년부터 511분간 이어진 FIFA 월드컵 무득점 기록에 종지부를 찍었는데, 이는 1930년에서 1990년 사이에 볼리비아가 기록한 517분 다음으로 긴 기록이었다. 에네르 발렌시아는 이 경기에서 터뜨린 2골로 이 대회에서만 3골을 득점을 기록했고, 아구스틴 델가도와 함께 자국의 FIFA 월드컵 최다 득점자로 어깨를 나란히 했다.
| 온두라스     | 1 – 2  | 에콰도르             |
| ------------ | ------ | -------------------- |
| 코스틀리 31′ | 리포트 | 34′, 65′ E. 발렌시아 |

| 온두라스 | 에콰도르 |

| GK                       | 18 | 노엘 바야다레스 (주장) |       |     |
| RB                       | 21 | 브라얀 베켈레스        |       |     |
| CB                       | 5  | 빅토르 베르나르데스    | 7′    |     |
| CB                       | 3  | 마이노르 피게로아      |       |     |
| LB                       | 7  | 에밀리오 이사기레      |       | 46′ |
| RM                       | 14 | 오스카르 가르시아      |       | 83′ |
| CM                       | 19 | 루이스 가리도          |       | 71′ |
| CM                       | 20 | 호르헤 클라로스        |       |     |
| LM                       | 15 | 로헤르 에스피노사      |       |     |
| SS                       | 13 | 카를로 코스틀리        |       |     |
| CF                       | 11 | 제리 벵트손            | 45+3′ |     |
| 교체 선수:               |    |                        |       |     |
| DF                       | 6  | 후안 카를로스 가르시아 |       | 46′ |
| MF                       | 10 | 마리오 마르티네스      |       | 71′ |
| MF                       | 23 | 마르빈 차베스          |       | 83′ |
| 감독:                    |    |                        |       |     |
| 루이스 페르난도 수아레스 |    |                        |       |     |

|                 |    |                          |     |       |
|                 |    |                          |     |       |
| GK              | 22 | 알렉산데르 도밍게스      |     |       |
| RB              | 4  | 후안 카를로스 파레데스   |     |       |
| CB              | 3  | 프리크손 에라소          |     |       |
| CB              | 2  | 호르헤 과과              |     |       |
| LB              | 10 | 왈테르 아요비            |     |       |
| RM              | 16 | 안토니오 발렌시아 (주장) | 57′ |       |
| CM              | 14 | 오스왈도 민다            |     | 83′   |
| CM              | 6  | 크리스티안 노보아        |     |       |
| LM              | 7  | 헤페르손 몬테로          | 80′ | 90+2′ |
| CF              | 11 | 펠리페 카이세도          |     | 82′   |
| CF              | 13 | 에네르 발렌시아          | 73′ |       |
| 교체 선수:      |    |                          |     |       |
| MF              | 8  | 에디손 멘데스            |     | 82′   |
| MF              | 23 | 카를로스 그루에소        |     | 83′   |
| DF              | 21 | 가브리엘 아칠리에르      |     | 90+2′ |
| 감독:           |    |                          |     |       |
| 레이날도 루에다 |    |                          |     |       |

| 최우수 선수: 에네르 발렌시아 (에콰도르) 부심: 하칸 아나즈 (오스트레일리아) 매슈 크림 (오스트레일리아) 대기심: 니시무라 유이치 (일본) 후보 대기심: 사가라 도루 (일본) |

### 온두라스 vs 스위스
양국은 2010년 FIFA 월드컵 조별 리그에서 딱 한번 만났었고, 무득점으로 비겼다.
스위스의 3골은 모두 제르단 샤치리가 기록하였다. 6분에 그는 슈테판 리히트슈타이너로부터 공을 받아 안쪽으로 파고든 뒤 왼발로 골망을 향해 감아찼다. 31분, 스위스의 요시프 드르미치는 돌파한 뒤 샤치리의 득점으로 연결시켰다. 71분 샤치리는 돌파하는 드르미치로부터 한번 더 공을 받아 해트트릭을 완성하였다.
같은 시간 벌어진 경기에서 에콰도르가 프랑스와 비기면서, 스위스는 조 2위를 차지해 결선 토너먼트에 진출하였고, 사상 첫 결선 토너먼트 진출에 최소한 승리가 필요한 온두라스는 승점을 1점도 수확하지 못하고 탈락했다.
샤치리의 해트트릭은 FIFA 월드컵 50호 해트트릭이며, 샤치리는 1954년 FIFA 월드컵의 요제프 휘기에 이어 해트트릭을 달성한 스위스 선수가 되었다. 온두라스는 3번째 FIFA 월드컵에서도 첫 승을 거두지 못했는데, 그에 따라 온두라스는 FIFA 월드컵 본선에서 (9경기로) 최다 경기를 치른 무승 국가가 되었다.
| 온두라스 | 0 – 3  | 스위스              |
| -------- | ------ | ------------------- |
|          | 리포트 | 6′, 31′, 71′ 샤치리 |

| 온두라스 | 스위스 |

| GK                       | 18 | 노엘 바야다레스 (주장) |     |     |
| RB                       | 21 | 브라얀 베켈레스        |     |     |
| CB                       | 5  | 빅토르 베르나르데스    |     |     |
| CB                       | 3  | 마이노르 피게로아      |     |     |
| LB                       | 6  | 후안 카를로스 가르시아 |     |     |
| CM                       | 20 | 호르헤 클라로스        |     |     |
| CM                       | 8  | 윌슨 팔라시오스        |     |     |
| RW                       | 14 | 오스카르 가르시아      |     | 77′ |
| LW                       | 15 | 로헤르 에스피노사      |     | 46′ |
| SS                       | 13 | 카를로 코스틀리        |     | 40′ |
| CF                       | 11 | 제리 벵트손            |     |     |
| 교체 선수:               |    |                        |     |     |
| FW                       | 9  | 헤리 팔라시오스        | 66′ | 40′ |
| MF                       | 23 | 마르빈 차베스          |     | 46′ |
| MF                       | 17 | 안디 나하르            |     | 77′ |
| 감독:                    |    |                        |     |     |
| 루이스 페르난도 수아레스 |    |                        |     |     |

|                   |    |                       |  |     |
|                   |    |                       |  |     |
| GK                | 1  | 디에고 베날리오       |  |     |
| RB                | 2  | 슈테판 리히트슈타이너 |  |     |
| CB                | 20 | 요안 주루             |  |     |
| CB                | 22 | 파비안 셰어           |  |     |
| LB                | 13 | 리카르도 로드리게스   |  |     |
| CM                | 11 | 발론 베흐라미         |  |     |
| CM                | 8  | 괴칸 인러 (주장)      |  |     |
| RW                | 23 | 제르단 샤치리         |  | 87′ |
| AM                | 10 | 그라니트 자카         |  | 77′ |
| LW                | 18 | 아드미르 메흐메디     |  |     |
| CF                | 19 | 요시프 드르미치       |  | 74′ |
| 교체 선수:        |    |                       |  |     |
| FW                | 9  | 하리스 세페로비치     |  | 74′ |
| DF                | 6  | 미하엘 랑             |  | 77′ |
| MF                | 15 | 블레림 제마일리       |  | 87′ |
| 감독:             |    |                       |  |     |
| 오트마어 히츠펠트 |    |                       |  |     |

| 최우수 선수: 제르단 샤치리 (스위스) 부심: 에르난 마이다나 (아르헨티나) 후안 파블로 벨라티 (아르헨티나) 대기심: 밀로라드 마지치 (세르비아) 후보 대기심: 밀로반 리스티치 (세르비아) |

### 에콰도르 vs 프랑스

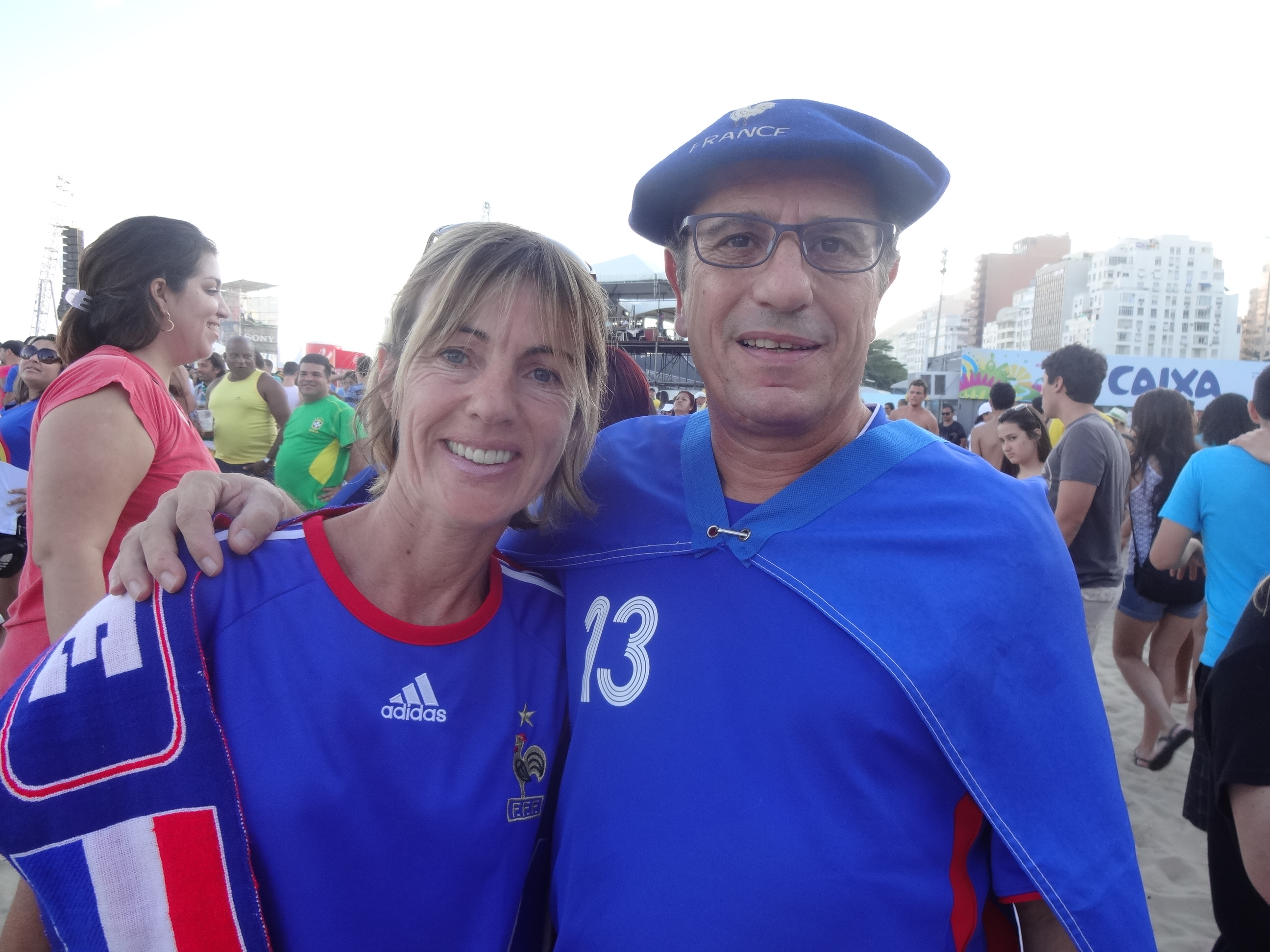
경기 당일 팬페스트의 프랑스 팬들

양국은 2008년 친선전에서 한번 맞대결을 벌였고, 프랑스가 이 경기를 2-0으로 이겼었다. 프랑스는 요안 카바예를 경고 누적으로 배치할 수 없었다.
경기는 득점 없는 무승부로 끝났고, 1점을 추가한 프랑스는 승점을 7점 모았고, 이는 조 1위로 결선 토너먼트에 진출하기 위해 충분한 수치였다. 스위스보다 호성적이 필요했던 에콰도르는 최종전에서 결선 토너먼트 진출을 위한 마지막 기회를 날려버렸고, 설상가상으로 주장 안토니오 발렌시아가 후반에 뤼카 디뉴에게 가한 높은 태클로 퇴장당했다. 같은 시간에 벌어진 경기에서 스위스가 온두라스를 완파함에 따라 에콰도르는 탈락하였고, CONMEBOL 소속 참가국들 중 유일하게 16강 진출에 실패하였다.
| 에콰도르 | 0 – 0  | 프랑스 |
| -------- | ------ | ------ |
|          | 리포트 |        |

| 에콰도르 | 프랑스 |

| GK              | 22 | 알렉산데르 도밍게스      |     |     |
| RB              | 4  | 후안 카를로스 파레데스   |     |     |
| CB              | 2  | 호르헤 과과              |     |     |
| CB              | 3  | 프리크손 에라소          | 83′ |     |
| LB              | 10 | 왈테르 아요비            |     |     |
| RM              | 16 | 안토니오 발렌시아 (주장) | 50′ |     |
| CM              | 14 | 오스왈도 민다            |     |     |
| CM              | 6  | 크리스티안 노보아        |     | 89′ |
| LM              | 7  | 헤페르손 몬테로          |     | 63′ |
| CF              | 15 | 미차엘 아로요            |     | 82′ |
| CF              | 13 | 에네르 발렌시아          |     |     |
| 교체 선수:      |    |                          |     |     |
| MF              | 5  | 레나토 이바라            |     | 63′ |
| DF              | 21 | 가브리엘 아칠리에르      |     | 82′ |
| FW              | 11 | 펠리페 카이세도          |     | 89′ |
| 감독:           |    |                          |     |     |
| 레이날도 루에다 |    |                          |     |     |

|             |    |                    |  |     |
|             |    |                    |  |     |
| GK          | 1  | 위고 요리스 (주장) |  |     |
| RB          | 15 | 바카리 사냐        |  |     |
| CB          | 21 | 로랑 코시엘니      |  |     |
| CB          | 5  | 마마두 사코        |  | 61′ |
| LB          | 17 | 뤼카 디뉴          |  |     |
| DM          | 22 | 모르강 쉬네들랭    |  |     |
| CM          | 19 | 폴 포그바          |  |     |
| CM          | 14 | 블레즈 마튀이디    |  | 67′ |
| RW          | 11 | 앙투안 그리즈만    |  | 79′ |
| LW          | 18 | 무사 시소코        |  |     |
| CF          | 10 | 카림 벤제마        |  |     |
| 교체 선수:  |    |                    |  |     |
| DF          | 4  | 라파엘 바란        |  | 61′ |
| FW          | 9  | 올리비에 지루      |  | 67′ |
| FW          | 20 | 로이크 레미        |  | 79′ |
| 감독:       |    |                    |  |     |
| 디디에 데샹 |    |                    |  |     |

| 최우수 선수: 알렉산데르 도밍게스 (에콰도르) 부심: 장-클로드 비루무샤우 (부룬디) 송기폴로 예오 (코트디부아르) 대기심: 비외른 카위퍼르스 (네덜란드) 후보 대기심: 산더르 판 뢰켈 (네덜란드) |